# Conus malabaricus
Espèce
Conus malabaricus est une espèce de mollusques gastéropodes marins de la famille des Conidae.
Comme toutes les espèces du genre Conus, ces escargots sont prédateurs et venimeux. Ils sont capables de « piquer » les humains et doivent donc être manipulés avec précaution, voire pas du tout.

## Description
La longueur de la coquille atteint 55 mm.

## Distribution
Cette espèce marine est présente au large du Kerala, en Inde et au large du Sri Lanka.

## Taxonomie

### Publication originale
L'espèce Conus malabaricus a été décrite pour la première fois en 2017 par les malacologistes Éric Monnier (d), Loíc Limpalaër et Manuel Jimenez Tenorio (d) dans « Xenophora Taxonomy »,.

### Synonymes
- Conus (Virgiconus) malabaricus (Monnier, Limpalaër & Tenorio, 2017) · appellation alternative
- Virgiconus malabaricus Monnier, Limpalaër & Tenorio, 2017 · non accepté